# Hedwig Weilenmann-Roth
Hedwig Weilenmann-Roth (auch Hedi Weilenmann-Roth; * 5. Juni 1913 in St. Gallen; † 4. November 2006 in Rüschlikon; heimatberechtigt in Hemberg) war eine Schweizer Pfarrerin. Als erste Frau wurde sie 1938 im Kanton St. Gallen ordiniert und 1967 im Kanton Thurgau in ein Pfarramt gewählt.

## Leben und Wirken
Hedwig Weilenmann-Roth war Tochter der Emma geborene Stricker und des Kaufmanns Walter Roth. Sie wuchs in Au auf und maturierte 1933 in St. Gallen. Weilenmann-Roth studierte Theologie in Basel, Zürich und Marburg. Die Evangelisch-reformierte Kirche des Kantons St. Gallen liess sie 1938 als erste Frau zum Konkordatsexamen und zur Ordination in Berneck zu. Sie durfte jedoch nur Stellvertretungen in Toggenburg sowie Fürstenland und kein Pfarramt übernehmen. Im Jahr 1946 heiratete sie den Ingenieur Hermann Weilenmann († 1965) und wurde Mutter von zwei Kindern.
Nach einem Studienaufenthalt am anglikanischen Women’s College in Oxford wurde Weilenmann-Roth 1939 Mitredaktorin beim Evangelischen Pressedienst (EPD). Sie war Präsidentin des Christlichen Vereins Junger Töchter (CVJT) und machte weiterhin an Sonntagen Gottesdienstvertretungen. Als vollamtliche «Pfarrhelferin» übernahm sie 1944 die Seelsorge am Kantonsspital Zürich. Nach der Heirat und Geburt ihrer Kinder arbeitete Weilenmann-Roth in Teilzeit als Seelsorgerin an der psychiatrischen Klinik Burghölzli und später auch an der Pflegerinnenschule in Zürich.
Nachdem die Synode des Kantons von 1965 Frauen ohne Einschränkungen zum Pfarramt zugelassen hatte, wurde am 8. Oktober 1967 Hedwig Weilenmann-Roth als erste Thurgauer Pfarrerin an dritte Pfarrstelle in Arbon eingesetzt. Die damals neugeschaffene Stelle ist seither immer von einer Frau besetzt. Als Einschränkung wurden zu Beginn der 1960er Jahre unter anderem noch Ehelosigkeit der Seelsorgerinnen gefordert. Das kirchliche Stimm- und Wahlrecht hatten die Arboner Frauen 1959 erhalten. Die volle Mitbestimmung in der Landeskirche erhielten sie erst 1969; von den Stimmberechtigten hatten 29 Prozent gegen diese gestimmt. Nach ihrer Pensionierung 1978 übernahm Weilenmann-Roth von Rüschlikon aus weiterhin Pfarrvertretungen im Thurgau.

## Schriften
- Als Hedwig Roth (Übersetzerin): Ein Petrusbrief in der Gefängniszelle. Auslegung des 1. Petrusbriefes von Roland de Pury. Zollikon-Zürich 1944.

## Belege und Anmerkungen
1. ↑  Doris Brodbeck: Hedwig Weilenmann-Roth. In: Historisches Lexikon der Schweiz.  12. Februar 2013, abgerufen am 10. November 2024.
2. 1 2  Markus Bernet: Hedwig Weilenmann-Roth. Nachruf bei pfarrverein.ch, abgerufen am 10. November 2024.
3. 1 2 3  bodenständig und grenzenlos. Huber, 1998, S. 169–170, 166.
4. ↑  Vergleichbar dem Lehrerinnenzölibat.

| Personendaten    | Personendaten                                                                   |
| ---------------- | ------------------------------------------------------------------------------- |
| NAME             | Weilenmann-Roth, Hedwig                                                         |
| ALTERNATIVNAMEN  | Roth, Hedwig (Geburtsname); Weilenmann, Hedwig (Ehename); Weilenmann-Roth, Hedi |
| KURZBESCHREIBUNG | Schweizer Pfarrerin                                                             |
| GEBURTSDATUM     | 5. Juni 1913                                                                    |
| GEBURTSORT       | St. Gallen, Schweiz                                                             |
| STERBEDATUM      | 4. November 2006                                                                |
| STERBEORT        | Rüschlikon, Schweiz                                                             |